# Fatti di Trieste
I fatti di Trieste furono degli scontri di carattere anti-italiano avvenuti nella città di Trieste (allora parte dell'Impero asburgico) il 13 luglio 1868.

## Premesse
A seguito della perdita del Lombardo Veneto avvenuta nel 1866, l’imperatore Francesco Giuseppe d’Asburgo diede l'ordine di procedere «nel Tirolo del Sud, in Dalmazia e sul Litorale austriaco per la germanizzazione e la slavizzazione di detti territori a seconda delle circostanze, con energia e senza riguardo alcuno».
A Trieste ed in generale nel Litorale austriaco (il termine amministrativo adoperato ufficialmente dalla Restaurazione per indicare la Venezia Giulia) l’apparato governativo favorì il più possibile gli istituti in lingua tedesca o slovena, a discapito di quelli in lingua italiana. Questo avveniva in una regione in cui, secondo gli stessi censimenti austriaci, gli Italiani costituivano la maggioranza. A Trieste, in linea di principio, le scuole comunali erano in lingua italiana, quelle statali erano invece in lingua tedesca. La distinzione è rivelatrice: il comune di Trieste, controllato dai liberali italiani, seguiva una politica; lo stato imperiale, in cui invece gli italiani erano una piccolissima minoranza, ne seguiva un’altra del tutto opposta.
Si deve aggiungere che persino i libri di testo furono soggetti a severe forme di controllo e di censura, con estremi che videro l’imposizione dello studio della letteratura italiana su testi tradotti dal tedesco oppure la proibizione di studiare la stessa storia di Trieste, perché ritenuta "troppo italiana".
Per queste ragioni gli italiani si posero fra i loro obiettivi principali la promozione di istituti scolastici ed educativi destinati alla difesa della propria cultura ed identità.

## Antefatto
A Trieste, tra il 10 e il 12 luglio 1868, vi furono pacifiche manifestazioni a favore della libertà d'insegnamento successive a una petizione firmata da 5.858 cittadini e presentata al consiglio cittadino, in cui si richiedeva il diritto di usare la lingua italiana nelle scuole statali. A queste richieste, condotte in piena legalità, i nazionalisti sloveni e le autorità imperiali fra loro alleati risposero con la violenza.
Il 12 luglio, si celebrava la festa dei SS. Ermacora e Fortunato, con gran afflusso di folla a Rojano, che in quell'epoca era un villaggio abitato da sloveni e nel quale si era deciso di festeggiare l’anniversario della fondazione del reparto militare locale, appunto i territoriali del borgo. Durante i festeggiamenti, svoltisi alla presenza degli ufficiali della milizia e dei miliziani, erano giunti anche altri sloveni di paesi dell’entroterra quali S. Giovanni e Longera. Esaltati dai discorsi nazionalistici, avevano deciso di scendere a Trieste.
Partì così il giorno seguente una minacciosa parata in armi attraverso via del Torrente (ora via Carducci) e l'Acquedotto, con gli ufficiali della milizia, in divisa, tra i partecipanti. Marciavano in coda altri militi della territoriale, in uniforme, quasi a fare da scorta. In testa era stata posta quella che gli sloveni ed i croati consideravano la bandiera nazionale degli slavi (il tricolore bianco, rosso, blu), il cui impiego nell’impero asburgico era consentito mentre veniva rigorosamente proibito quello del tricolore nazionale italiano. A Trieste si era frattanto diffusa fra la popolazione la paura per l’aggressione imminente, la cui notizia era pervenuta. Correvano voci per la città che gli sloveni sarebbero venuti per attaccare gli italiani, in particolare gli ebrei, molto odiati nel contado. L’aggressione era però appoggiata dalle autorità imperiali, nelle persone del luogotenente del Litorale, Eduard Freiherr von Bach, e del comandante della polizia di Trieste, il famigerato Krauss. Non solo nessun tentativo venne fatto per fermare la massa dei miliziani territoriali sloveni, ma essa fu rafforzata da reparti delle guardie di Trieste. Le autorità imperiali sapevano benissimo che la grande maggioranza della cittadinanza triestina era d’idee nazionali italiane, a differenza degli sloveni che erano invece sostenitori dell’impero che li appoggiava e favoriva, pertanto avevano deciso di sfruttare la circostanza per “impartire una lezione” agli italiani.

## Gli scontri
Nella notte del 13 luglio si trovavano alcune centinaia di italiani nella zona centrale dei Portici di Chiozza: contro di loro fu predisposto un piano operativo preciso per massacrarli. L’intento era di assalire gli italiani nella zona dei Portici, ributtandoli lungo via del Torrente (ora via Carducci), verso la stazione, per poi aggredirli con reparti provenienti dalle caserme (ora piazza Oberdan) da un lato e, dall'altro, da reparti spostati nella notte dal posto di guardia di via dei Gelsi (ora via F.lli Nordio) lungo l'attuale via Crispi, alle spalle dei Portici. Reparti militari minori avrebbero bloccato la Corsia Stadion (attuale via Battisti) e l'Acquedotto, nonché via San Francesco. Sarebbe stata libera così una sola via di fuga in direzione di piazza San Giovanni. Furono concentrati inoltre gruppi di violenti nella zona della vecchia Dogana (tra l'attuale piazza della Posta e via Geppa) in modo da provocarvi delle risse.
Dopo questa accurata preparazione, fu infine dato il segnale d’attacco mediante uno sparo. I miliziani sloveni ed i poliziotti aggredirono gli italiani, pacificamente riuniti, senza alcun preavviso e senza alcuna motivazione. L’assalto militare fu compiuto con le sciabole ed i fucili a baionetta inastata. Comandava il reparto un ufficiale che aveva svolto operazioni di repressione contro i patrioti nel Veneto prima del 1866, il quale guidò l’assalto gridando: «Dagli, dagli giù a questi cani! Ammazzateli: rispondo io!». I territoriali sloveni invece urlavano: «Morte agli italiani ed agli ebrei maledetti».
Il pogrom contro gli italiani provocò la morte del barone Rodolfo Parisi, del cadetto sottufficiale Francesco Sussa (era in borghese ed in licenza e fu ucciso da un colpo di fucile alle spalle mentre fuggiva) e dell’operaio Niccolò Zecchia. Il barone Parisi fu trafitto con 25 colpi di baionetta e finito con uno stocco in dotazione alle guardie imperiali. Anche il giovane (aveva 23 anni) Emilio Bernardini, figlio di un noto commerciante triestino, morì per i postumi di un violento pestaggio subito in quella circostanza, quando fu duramente percosso con colpi di calcio di fucile al torace. Ciò gli aveva provocato una emotisi, che lo aveva ridotto ad una lunga agonia durata per 54 giorni prima della morte.
Inoltre furono feriti gravemente, Ignazio Puppi, Giobatta Lucchini Giovanni Krammer, Pietro Bellafronte, Antonio Rustia. Emiiio Rupnik, Edoardo Offacio, Giulio Cazzatura, Giacomo Katteri, Giuseppe Santinelli, Pietro Mosettig. Giovanni Stancich, Giuseppe Benporath della comunità ebraica cittadina, Teodoro Damillo. Nicolo Modretzky, Giovanni Schmutz, Edgardo Rascovich, Angelo Crosato, Luigi Grusovin, Ernesto Ehrenfreund, persino il cittadino svizzero Gaspare Hans. I feriti “leggeri” furono invece circa 200.
Il massacro provocò comprensibilmente sgomento nella popolazione italiana. Fu indetta una giunta speciale della Dieta triestina ed il solo funerale del barone Parisi, svoltosi nella cattedrale di San Giusto, raccolse 20.000 persone.